# Bourg médiéval de Teramo
Le bourg médiéval de Teramo est un complexe de bâtiments du XIXe siècle situé dans la commune de Teramo, sur la colline de San Venanzio. Il est le résultat d'une fusion de différents styles architecturaux et artistiques, allant du néo-gothique au mauresque, avec des influences variées provenant des nombreuses expériences de formation acquises au fil du temps par son créateur. Le bâtiment principal du village est le château della Monica, dont le nom s'étend également aux autres bâtiments et espaces verts environnants.
Ce projet a été souhaité et conçu par l'artiste thérapeute Gennaro Della Monica (it), d'après qui il a été nommé. Sa construction a commencé en 1889, après que la députation provinciale ait accordé l'autorisation de construire un casino résidentiel parallèlement à la route menant à Bosco Martese. En 1890, les murs du corps central étaient déjà érigés et le toit était recouvert.

## Histoire
Le bâtiment principal, qui constitue le château proprement dit, fut érigé sur le site de l’ancienne église de San Venanzio, réduite par les Français à une poudrière, dont les matériaux de construction et les éléments décoratifs furent réutilisés.
Le Château Della Monica se rattache au goût néo-gothique, en vogue à cette époque, ainsi que du château ayant appartenu au lettré Vincenzo Bonifaci, édifié à Vallenquina, dans la commune de Valle Castellana, au début du XXe siècle, par certains, attribué à Gennaro Della Monica. Il explique cependant Cosimo Savastano, en rapportant le texte d’une note trouvée parmi les papiers du peintre, qui « il ne s’agit pas d’un exemple de renaissance gothique proprement dit, mais il est, à bien des égards, représentatif de la culture figurative-littéraire et de la sensibilité et des XVIIIe et XIXe siècles : le complexe s’inspire du goût du XVIIIe siècle pour le pittoresque, se nourrit de l’idéologie romantique stimulée par la redécouverte du château (et du Moyen Âge) le tout en formes et décorations puisées avec beaucoup de liberté et d’inventivité du répertoire gothique avec des contaminations maures ».
Vraisemblablement, le projet était né dans l’esprit de Della Monica depuis quelques années, du moins depuis son voyage à Turin, à l’occasion de l’exposition de 1884 (dans laquelle il avait exposé deux de ses peintures) quand il a admiré la vue du charmant village médiéval réalisé dans le parc du Valentino.
Gennaro Della Monica habita le château et y plaça son atelier, où il rassembla une énorme quantité d’études, de notes et de dessins réalisés au cours des travaux d’achèvement de l’intérieur et de tout le complexe. Dans les années suivantes, en fait, deux autres bâtiments secondaires ont été achevés qui, avec le corps principal, forment un véritable village de style médiéval : en plus du bâtiment principal (aile ouest) et deux bâtiments en aval (aile Est). Le bourg comprend également une dépendance de service (aile Sud) et de jolis jardins en terrasse.
En septembre 1900, au cours des fêtes pour l’inauguration et la réouverture au culte de l’église de Notre-Dame des Grâces à Teramo, Le chauffeur Pietro Paolo Vallone conçut un extraordinaire spectacle d’illusionnisme pyrotechnique qui eut pour thème l’incendie du Château Della Monica.
Après la mort de Della Monica, survenue en 1917, c'est Vincenzo Bindi, historien de l'art originaire de Giulianova, qui fut le premier à proposer son acquisition par la Municipalité pour en faire le siège du musée civique. Cependant, la proposition, critiquée par beaucoup, a été immédiatement abandonnée.
Situé dans une position isolée parmi la verdure de la colline de San Venanzio, dans la partie ouest de Teramo, le château est devenu un élément caractéristique du paysage d'Aprutino, tout comme à l'est de la ville, l'observatoire astronomique que Vincenzo Cerulli, à la fin du XIXe siècle, fit construire sur la colline de Collurania.
Cependant, en raison d'une prolifération immobilière incontrôlée, à partir de la seconde période d'après-guerre, le château fut de plus en plus entouré et étouffé par des maisons et des copropriétés qui finirent par masquer complètement son profil au point de le rendre quasiment indiscernable à la vue et de mortifier tout paysage.
À l'exception d'un seul bâtiment, utilisé comme immeuble résidentiel, le reste du complexe appartient à la municipalité de Teramo et est en cours de restauration pour être rouvert au public et rendu à la ville. Le 15 décembre 2013, le nouvel éclairage de la façade Est du château a été activé.